# Miguel Angel Quinteros
Miguel Angel Quinteros (nascut el 28 de desembre de 1947 a Buenos Aires), és un jugador d'escacs argentí, que té el títol de Gran Mestre des de 1973.

## Resultats destacats en competició
El 1966 Quinteros va guanyar el Campionat de l'Argentina als 18 anys, i el 1969 fou vuitè al Torneig Zonal de Mar del Plata. El 1970, obtingué el títol de Mestre Internacional. El 1972, empatà als llocs 2n-3r al Zonal de São Paulo, cosa que li va donar una plaça per l'Interzonal de Leningrad l'any següent, on hi acabà 11è-12è. El 1973 fou primer ex aequo a Torremolinos (amb Pal Benko). El 1974 fou primer a Lanzarote (+6 =6 -1). El 1975, fou quart a Ourense, (amb Florin Gheorghiu), (+7 =6 -2). El 1975, fou segon al Zonal de Fortaleza i es classificà per l'Interzonal de Manila 1976, on hi fou 14è; allà hi va conèixer una exmodel filipina, amb la qual s'hi casà. El 1977, fou segon a Londres, amb Jonathan Mestel i Michael Stean (+4 =4 -1). També el 1977, guanyà el torneig obert del Festival d'escacs de Biel. Va repetir la seva victòria al Campionat de l'Argentina el 1980. Va guanyar el Zonal de Morón 1982, fou segon al World Open de Nova York 1983 (rere Kevin Spraggett), i va guanyar a Netanya 1983.
El 1987, se li va prohibir de participar en esdeveniments organitzats per la FIDE per tres anys, perquè havia jugat a Sud-àfrica, un país sancionat per la FIDE. Quinteros fou el primer Gran Mestre que visità Sud-àfrica des de 1981, i va fer exhibicions de simultànies a Ciutat del Cap, Sun City i Johannesburg.
Tot i que va continuar practicant els escacs amb aparicions en diversos torneigs fins a les darreries de la dècada del 1990, la seva activitat principal actualment és com a dirigent; és el representant oficial de la FIDE a l'Argentina. Com a tal va tenir una actuació molt important en la realització del Campionat del món de San Luís (2005).

### Participació en competicions per equips
Quinteros va participar, representant l'Argentina, en sis Olimpíades d'escacs, els anys 1970, 1974, 1976, 1980, 1982 i 1984. Hi va guanyar una medalla d'argent individual per la seva actuació al tercer tauler a Haifa el 1976.

## Teòric dels escacs
Quinteros té una variant de la defensa siciliana que duu el seu nom (1.e4 c5 2.Cf3 Dc7).